# آژانس فضایی برزیل
آژانس فضایی برزیل (به پرتغالی: Agência Espacial Brasileira) سازمان ملی فضایی کشور برزیل است. مخفف نام این سازمان AEB است. این آژانس بزرگترین و برجسته‌ترین آژانس فضایی در آمریکای لاتین است.